# Robert Häusser
Pour les articles homonymes, voir Hausser.
Robert Häusser (° Stuttgart, 8 novembre 1924 ; † Mannheim, 5 août 2013) est un photographe allemand.

## Biographie
Robert Häusser a fait des études à l’École de graphisme de Stuttgart après son baccalauréat. Il est soldat en 1944, avant de vivre une existence paisible dans une ferme en tant que paysan. Plus tard, il se lance à l’École des Arts et Métiers de Weimar auprès des professeurs Heinrich Freytag et Walter Hege.
À Mannheim, en 1952, il installe son studio de photographie. Puis, en 1969, il devient l’un des fondateurs des photodesigners indépendants allemands (BFF) (de). Il était membre du Deutscher Künstlerbund. Dans la Société allemande pour la photographie (GDL), il devient membre du jury puis président.
Robert Häusser gagne sa vie en publiant des albums de photographies de paysages et de villes, ainsi qu’en travaillant pour des artistes.
Il reçoit le titre honorifique de « professeur », pour les mérites dont il a fait preuve dans le domaine de la photographie.
Robert Häusser est un des fondateurs de la photographie subjective.

## Prix et récompenses
- 2000, Prix culturel de la Société allemande de photographie
- 1995, Prix Hasselblad
- 1984, Médaille David Octavius Hill

## Livres
- Martin Hochleithner, Robert Häusser, aus dem photographischen Werk, 1938 - 2004, Heidelberg, Ed. Braus, 2004, 589 p. (ISBN 978-3-89904-137-8)
- (en) Tania Munster, Robert Häusser, Heidelberg, Edition Braus, 2000 (ISBN 978-3-926318-62-6)